# Список матчей сборной Франции по футболу (1904—1920)

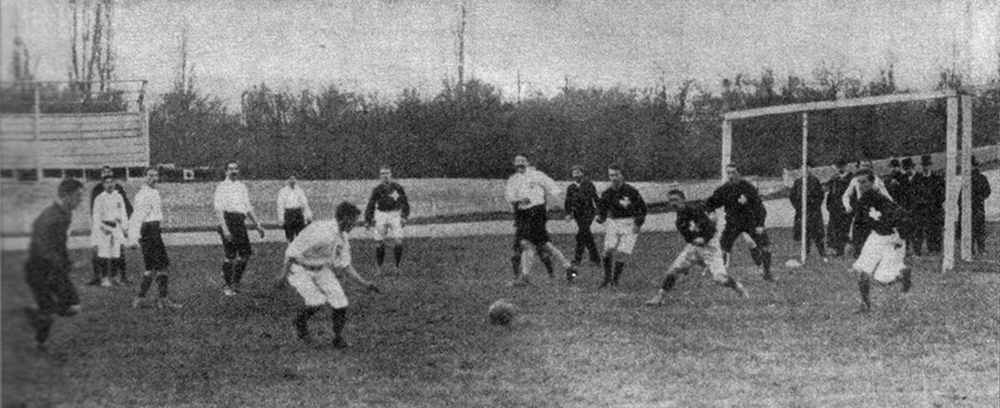
Матч Франция — Швейцария, 1905 год

В списке приведены результаты игр сборной Франции по футболу с 1904 по 1920 год. Информация приведена согласно официальным данным французской Федерации футбола.
Первый официальный матч сборная Франции по футболу провела 1 мая 1904 года против команды Бельгии. Игра завершилась вничью 3:3, первый мяч в истории национальной команды забил Луи Меснье.
На летних Олимпийских играх 1908 года Франция была представлена двумя сборными: Франция A контролировалась ФИФА, Франция B находилась под контролем USFSA (фр. Union des Sociétés Françaises de Sports Athlétiques) — организации, объединявшей различные спортивные федерации страны. Вторая команда Франции в 1/4 финала олимпийского футбольного турнира уступила сборной Дании со счётом 0:9. Первая команда, после отказа от участия в турнире команды Богемии, начала турнир с полуфинала, где также проиграла датчанам 1:17 — это крупнейшее поражение за всю историю национальной сборной.

## Результаты

### 1904
В конце XIX века во Франции были предприняты первые попытки создания национальной команды. В 1895 году сборная Парижа, составленная большей частью из живших в городе англичан, провела ряд встреч с английскими клубами. С 1900 по 1904 год сборная под эгидой USFSA (фр. Union des Sociétés Françaises de Sports Athlétiques) провела пять международных матчей, в том числе на летних Олимпийских играх 1900 года. Эти игры не признаются ФИФА официальными и не входят в реестр игр сборной Франции.
В 1904 году состоялся первый официальный матч сборной, соперником в котором стала сборная Бельгии. Игра прошла в Бельгии. Составы обеих команд определялись футбольными ассоциациями Франции и Бельгии, а большая часть игроков была любителями, отпросившимися с работы, чтобы принять участие в игре. Матч завершился ничьей 3:3, первый гол в истории французской сборной на 12 минуте забил Луи Меснье.
| 1 мая 1904 Товарищеский | Бельгия                         | 3:3   | Франция                           | Уккел, Брюссель                                               |
| | Кверите 7′, 50′ · Дестребек 65′ | отчёт | 12′ Меснье · 13′ Ройе · 87′ Сипре | Стадион: «Стад дю Вивье д'Уа» Зрителей: 1 500 Судья: Джон Кин |
| Бельгия: Альфред Вердайк, Альберт Фрилинг, Эдгар Пульманс, Гийом ван ден Эйнде, Шарль Камбье, Камиль ван Хорден, Морис Тобиас, Алекс Виган, Жорж Кверите, Пьер-Жозеф Дестребек, Шарль Вандерстаппен Франция: Морис Гишар, Фернан Канель (к), Жозеф Верле, Жорж Било, Жак Дави, Шарль Било, Луи Меснье, Мариус Ройе, Жорж Гарнье, Гастон Сипре, Адриен Филез |                                 |       |                                   |                                                               |

### 1905
В 1905 году сборная Франции провела два матча. 12 февраля гол Гастона Сипре принёс команде победу над сборной Швейцарии. 7 мая состоялась встреча против команды Бельгии. Начало матча было задержано на час из-за проблемы с поиском поля для игры. По этой причине голкипер французской команды Жорж Крозье, находившийся в то время на военной службе, на 65 минуте был вынужден покинуть поле, чтобы вернуться в часть. Место в воротах занял защитник Фернан Канель, пропустивший два последних гола в матче, закончившемся со счётом 7:0 в пользу Бельгии.
| 12 февраля 1905 Товарищеский | Франция   | 1:0   | Швейцария | Париж                                                    |
| | Сипре 60′ | отчёт |           | Стадион: «Парк де Пренс» Зрителей: 500 Судья: Джон Льюис |
| Франция: Морис Гишар, Фернан Канель, Жозеф Верле, Шарль Вильке, Пьер Альман (к), Эжен Николя, Луи Меснье, Мариус Ройе, Жорж Гарнье, Гастон Сипре, Адриен Филез Швейцария: Альфред Устер, Фриц Боллингер, Эрик Мори, Альфред Мегроз, Жан Форестье, Робер Студер, Ойген Дютшлер, Карл Биллетер, Эдуар Гаронн, Ханс Кемпфер, Херманн Кратц |           |       |           |                                                          |

| 7 мая 1905 Товарищеский | Бельгия                                                        | 7:0   | Франция | Уккел, Брюссель                                                                   |
| | ван Хорден 15′, 70′ · Дестребек 19′, 55′, 86′ · Тонен 30′, 80′ | отчёт |         | Стадион: «Стад дю Вивье д'Уа» Зрителей: 300 Судья: Рудольф Селдрейерс; Джон Льюис |
| Бельгия: Робер Юстен, Альберт Фрилинг, Эдгар Пульманс, Эрнест Моро де Мелен, Эктор Рамекерс, Анри де Декер, Камиль ван Хорден, Морис Тобиас, Лоран Тонен, Гюстав Вандерстаппен, Пьер-Жозеф Дестребек, Шарль Вандерстаппен · Франция: Жорж Крозье 65', Фернан Канель (к), Анри Муано, Эжен Николя, Мариус Ройе, Шарль Вильке, Р. Гиго, Луи Меснье, Жорж Гарнье, Гастон Сипре, Адриен Филез |                                                                |       |         |                                                                                   |

### 1906
В 1906 году сборная Франции провела два матча, потерпев в них поражения. 22 апреля в игре против Бельгии Жорж Крозье стал первым вратарём сборной, отразившим пенальти в официальном матче. Одиннадцатиметровый был назначен за игру рукой со стороны Фернана Канеля. Несмотря на это, игра закончилась победой бельгийцев со счётом 5:0. Второе поражение сборная потерпела 1 ноября от любительской сборной Англии. Английская Футбольная ассоциация не учитывает игры любительской команды. ФИФА рассматривает игры этой сборной, проведённые до 1924 года, как официальные матчи главной команды страны. Матч завершился со счётом 0:15, семь мячей забил капитан английской команды Стэнли Харрис.
| 22 апреля 1906 Товарищеский | Франция | 0:5   | Бельгия                                          | Сен-Клу                                              |
| |         | отчёт | 30′, 35′ Фейе · 40′ ван Хорден · 58′, 60′ де Вен | Стадион: «Фесандери» Зрителей: 1 000 Судья: Джон Вуд |
| Франция: Жорж Крозье, Жозеф Верле, Анри Муано, Жюльен дю Реар, Пьер Альман (к), Луи Шубар, Альбер Жуве, Луи Меснье, Мариус Ройе, Гастон Сипре, Адриен Филез Бельгия: Робер Юстен, Роже Пьерар, Эдгар Пульманс, Гийом ван ден Эйнде, Шарль Камбье, Камиль ван Хорден, Альфонс Райт, Рене Фейе, Робер де Вен, Пьер-Жозеф Дестребек, Хектор Гутинк |         |       |                                                  |                                                      |

| 1 ноября 1906 Товарищеский | Франция | 0:15  | Англия (люб.)                                                                                                  | Париж                                                       |
| |         | отчёт | 15′, 18′, 43′, 49′, 51′, 57′, 83′ Харрис · 39′, 63′, 65′, 73′ Вудворд · 41′, 76′ Дэй · 80′ Рейн · 87′ Фарнфилд | Стадион: «Парк де Пренс» Зрителей: 1 500 Судья: Алекс Гийон |
| Франция: Захари Батон, Фернан Канель, Анри Муано, Шарль Вильке, Пьер Альман (к), Луи Шубар, Эмиль Сарториус, Мариус Ройе, Андре Франсуа, Гастон Сипре, Ж. Вербрюгге Англия (люб.): Эрнест Прауд, Фредерик Милнз, Герберт Смит, Колин Макайвер, Перси Фарнфилд, Роберт Хоукс, Джеймс Рейн, Сэмюэл Дэй, Вивьен Вудворд, Стэнли Харрис, Гарольд Хардман |         |       | |                                                             |

### 1907
В единственном матче 1907 года голы Мариуса Ройе и Андре Франсуа принесли сборной Франции победу над Бельгией со счётом 2:1.
| 21 апреля 1907 Товарищеский | Бельгия    | 1:2   | Франция                | Уккел, Брюссель                                                      |
| | Камбье 18′ | отчёт | 41′ Ройе · 72′ Франсуа | Стадион: «Стад дю Вивье д'Уа» Зрителей: 2 000 Судья: Герберт Виллинг |
| Бельгия: Робер Юстен, Марсель Фейе, Эдгар Пульманс, Гийом ван ден Эйнде, Шарль Камбье, Камиль ван Хорден, Альфонс Райт, Рене Фейе, Робер де Вен, Клеман Робин, Хектор Гутинк Франция: Захари Батон, Фернан Канель, Виктор Сержан, Ж. Цейгер, Пьер Альман (к), Анри Муано, Андре Пюже, Мариус Ройе, Андре Франсуа, Жорж Бон, Рене Камар |            |       |                        |                                                                      |

### 1908
7 июня 1908 года USFSA была исключена из ФИФА. В то же время организация продолжала оставаться членом Международного олимпийского комитета. В результате на Олимпийских играх выступило две французских сборных. Обе команды проиграли свои матчи сборной Дании (0:9 и 1:17). Второй результат остаётся крупнейшим поражением национальной сборной за всю её историю. В настоящее время обе игры учитываются ФИФА в реестре международных матчей.
| 8 марта 1908 Товарищеский | Швейцария   | 1:2   | Франция | Женева                                                      |
| | Френкен 41′ | отчёт | ? · ?   | Стадион: «Стад-де-Шармиль» Зрителей: 4 000 Судья: Г. Девитт |
| Швейцария: Иван Дрейфус, Жорж Артиг, Оскар Ким, Альфред Мегроз, Даниэль Хуг, Эмиль Хаслер, Эрнст Вальтер, Жак Райх, А. Френкен, Жорж Ланг, Ханс Кемпфер Франция: Захари Батон, Жозеф Верле, Виктор Сержан, Морис Вандендриссхе, Пьер Альман (к), Анри Муано, Эмиль Сарториус, Альбер Женико, Андре Франсуа, Поль Мато, Габриэль Ано |             |       |         |                                                             |

| 23 марта 1908 Товарищеский | Англия (люб.)                                                                                  | 12:0  | Франция | Лондон                                                  |
| | Хоукс 9′ · Джордан 16′, 32′, 40′, 48′, 58′, 89′ · Вудворд 23′, 52′, 66′ · Берри 25′ · Рейн 75′ | отчёт |         | Стадион: «Парк-Ройял» Зрителей: 6 000 Судья: Томас Кайл |
| Англия (люб.): Хорас Бейли, Уолтер Корбетт, Альберт Скотерн, Кеннет Хант, Ивлин Линтотт, Роберт Хоукс, Джеймс Рейн, Вивьен Вудворд, Уильям Джордан, Артур Берри, Гордон Райт Франция: Андре Рено, Виктор Сержан, Анри Муано, Морис Вандендриссхе, Пьер Альман (к), Жюльен Дени, Эмиль Сарториус, Морис Ройе, Андре Франсуа, Поль Мато, Габриэль Ано |                                                                                                |       |         |                                                         |

| 12 апреля 1908 Товарищеский | Франция          | 1:2   | Бельгия         | Коломб, Париж                                              |
| | Верле 76′ (пен.) | отчёт | 22′, 34′ де Вен | Стадион: «Стад дю Матан» Зрителей: 498 Судья: Джеймс Старк |
| Франция: Захари Батон, Жозеф Верле, Виктор Сержан, Шарль Вильке, Пьер Альман (к), Анри Муано, Эмиль Сарториус, Мариус Ройе, Альбер Женико, Поль Мато, Габриэль Ано Бельгия: Анри Леруа, Роже Пьерар, Эдгар Пульманс, Гийом ван ден Эйнде, Шарль Камбье, Камиль ван Хорден, Морис Тобиас, Морис Вертонген, Робер де Вен, Луи Сейе, Эдгар ван Бокстале |                  |       |                 |                                                            |

| 10 мая 1908 Товарищеский | Нидерланды                                    | 4:1   | Франция     | Роттердам                                                 |
| | Снетлаге 22′, 76′ · Томе 24′ · Аккерсдейк 60′ | отчёт | 75′ Франсуа | Стадион: «Спарта» Зрителей: 3 000 Судья: Жозеф Браубургер |
| Нидерланды: Рейнир Беувкес, Карел Хейтинг, Гус ван Хекинг, Кес Беккер, Бок де Корвер, Нуд Стемпелс, Ян Велкер, Эдуард Снетлаге, Яак Аккерсдейк, Ян Томе, Маннес Франкен Франция: Морис Тиллет, Фернан Канель, Анри Муано, Жюльен дю Реар, Жюльен Дени (Виктор Дени, 55), Мариус Ройе (к), Рене Эйшер, Луи Меснье, Андре Франсуа, Поль Мато, Габриэль Ано |                                               |       |             |                                                           |

| 19 октября 1908 ОИ 1908 | Дания                                                                           | 9:0   | Франция B | Лондон                                                 |
|                         | Миддельбё 10′, 50′ · Вольфхаген 14′, 17′, 67′, 72′ · Бор 25′, 46′ · Нильсен 78′ | отчёт |           | Стадион: «Уайт Сити» Зрителей: 2 000 Судья: Томас Кайл |

| 22 октября 1908 ОИ 1908 | Дания | 17:1  | Франция       | Лондон                                                     |
| | Нильсен 3′, 4′, 6′, 39′, 46′, 48′, 52′, 64′, 66′, 76′ · Линдгрен 18′, 37′ · Вольфхаген 60′, 72′, 82′, 89′ · Миддельбё 68′ | отчёт | 16′ Сарториус | Стадион: «Уайт Сити» Зрителей: 1 000 Судья: Томас Кэмпбелл |
| Дания: Людвиг Дрешер, Карл Бухвальд, Харальд Хансен, Харальд Бор, Кристиан Миддельбё, Нильс Миддельбё, Йоханнес Гандил, Август Линдгрен, Софус Нильсен, Вильгельм Вольфхаген, Бьёрн Расмуссен Франция: Морис Тиллет, Урсул Вибо, Жан Дюбли, Жорж Байру, Шарль Рено, Луи Шубар, Эмиль Сарториус, Жорж Альбер, Андре Франсуа (к), Гастон Сипре, Рене Фенуйер | |       |               |                                                            |

### 1909
| 9 мая 1909 Товарищеский | Бельгия                                           | 5:2   | Франция                | Уккел, Брюссель                                                      |
| | де Вен 30′, 41′, 80′ · ван Хорден 83′ · Тонен 85′ | отчёт | 60′ Мутон · 89′ Ригаль | Стадион: «Стад дю Вивье д'Уа» Зрителей: 1 500 Судья: Джеймс Шумейкер |
| Бельгия: Робер Юстен, Эмиль Андриё, Жозеф Робин, Эктор Рамекерс, Шарль Камбье, Камиль ван Хорден, Жорж Потманс, Фернан Госенс, Робер де Вен, Лоран Тонен, Эдгар ван Бокстале Франция: Тессье, Эрнест Тоссьер, Анри Герре, Жан Ригаль, Раймон Гуан, Ж. Бара, Морис Мёнье, Анри Беллок, Анри Мутон, Феликс Жюльен, Альфред Компейра |                                                   |       |                        |                                                                      |

| 22 мая 1909 Товарищеский | Франция | 0:11  | Англия (люб.)                                                                   | Жантильи                                                       |
| |         | отчёт | 4′ Вудворд · ?, 24′ Стейпли · ?, ?, ? Портер · ? Райт · ?, ? Фейерс · ?, ? Рейн | Стадион: «Стад де ФЖСПФ» Зрителей: 390 Судья: Жозеф Браубургер |
| Франция: Тессье, Жильбер Бребьон, Андре Солье, Жан Ригаль, Раймон Гуан, Ж. Бара, Виктор Хитцель, Анри Беллок, Анри Мутон, Феликс Жюльен, Ж. Пако Англия (люб.): Рональд Бребнер, Артур Белл, Герберт Смит, Фред Фейерс, Фредерик Чапман, Роберт Хоукс, Джеймс Рейн, Вивьен Вудворд, Гарольд Стейпли, Томас Портер, Гордон Райт |         |       |                                                                                 |                                                                |

### 1910
| 3 апреля 1910 Товарищеский | Франция | 0:4   | Бельгия                         | Жантильи                                                   |
| |         | отчёт | 27′, 70′, 85′ Сикс · 73′ де Вен | Стадион: «Стад де ФЖСПФ» Зрителей: 956 Судья: Джеймс Старк |
| Франция: Тессье, Д. Мерсье, Андре Солье, Жан Ригаль, Жан Дюкре, Эжен Петель, Морис Оливье, Анри Беллок, Анри Мутон, Этьенн Журде (к), Жозеф Дельвеккьо Бельгия: Пьер Когель, Поль Буттио, Эмиль Андриё, Проспер Брекман, Шарль Камбье, Фернан Госенс, Хектор Гутинк, Альфонс Сикс, Робер де Вен, Луи Сейе, Дезире Патерностер |         |       |                                 |                                                            |

| 16 апреля 1910 Товарищеский | Англия (люб.)                                                               | 10:1  | Франция   | Хов                                                                 |
| | Уилсон 9′, 70′, 82′, 84′ · Стир 10′, 35′, 43′, 53′ · Керри 18′ · Чепмен 27′ | отчёт | 87′ Туссе | Стадион: «Голдстоун-Граунд» Зрителей: 3 500 Судья: Кристиан Гротхоф |
| Англия (люб.): Фредерик Лиз, Гарри Бордман, Уильям Мартин, Фред Фейерс, Фредерик Чепмен, Кеннет Хант, Артур Берри, Лайонел Лоуч, Уильям Стир, Томас Уилсон, Артур Керри Франция: Тессье, Д. Мерсье, Андре Солье, Жан Ригаль, Жан Дюкре (к), Анри Васку, Морис Оливье, Анри Беллок, Анри Мутон, Этьенн Журде, Август Туссе |                                                                             |       |           |                                                                     |

| 15 мая 1910 Товарищеский | Италия                                                               | 6:2   | Франция                | Милан                                                      |
| | Лана 8′, 58′, 89′ (пен.) · Фоссати 20′ · Рицци 66′ · де Бернарди 85′ | отчёт | 50′ Беллок · 62′ Дюкре | Стадион: «Арена Сивика» Зрителей: 4 000 Судья: Генри Гудли |
| Италия: Марио де Симони, Франческо Кали, Франко Вариско, Франко Каппелло, Вирджилио Фоссати, Аттилио Трере, Энрико де Бернарди, Джузеппе Рицци, Альдо Чевенини I, Пьетро Лана, Артуро Бойоччи Франция: Тессье, Д. Мерсье, Андре Солье, Жан Ригаль, Жан Дюкре, Анри Васку, Морис Оливье, Анри Беллок, Анри Мутон, Анри Селлье, Этьенн Журде (к) |                                                                      |       |                        |                                                            |

### 1911
| 1 января 1911 Товарищеский | Франция | 0:3   | Венгрия               | Шарантон-ле-Пон                                           |
| |         | отчёт | 10′, 30′, 49′ Шлоссер | Стадион: «Стад дю САП» Зрителей: 2 032 Судья: Шарль Барет |
| Франция: Анри Бо, Альфред Гиндра, Андре Солье 66', Жан Ригаль, Жан Дюкре (к), Жюльен дю Реар, Поль Морель, Анри Беллок, Эжен Маэс, Эрнест Гравье, Ж. Вербрюгге · Венгрия: Эрно Шипош, Бела Ревес, Оскар Сендрё, Дьюла Биро, Изидор Кюршнер, Даниэль Такач, Ференц Вайс, Карой Йенё, Карой Короди, Имре Шлоссер, Гашпар Борбаш |         |       |                       |                                                           |

| 23 марта 1911 Товарищеский | Франция | 0:3   | Англия (люб.)                   | Сент-Уэн                                                     |
| |         | отчёт | 30′ Хили · 60′ (пен.), 75′ Хоар | Стадион: «Стад де Пари» Зрителей: 1 638 Судья: Рене Вольтерс |
| Франция: Анри Бо, Альфред Гиндра, Альфред Компейра, Жан Ригаль, Жан Дюкре, Анри Васку, Поль Морель, Луи Меснье (к), Эжен Маэс, Эрнест Гравье, Ж. Вербрюгге Англия (люб.): Уильям Макки, Томас Бёрн, Артур Найт, Чарльз Тайсон, Уильям Стейпли, Джеймс Динс, Артур Берри, Ричард Хили, Уильям Стир, Гордон Хоар, Гордон Райт |         |       |                                 |                                                              |

| 9 апреля 1911 Товарищеский | Франция       | 2:2   | Италия                    | Сент-Уэн                                                   |
| | Маэс 14′, 40′ | отчёт | 29′ Рампини · 79′ Бойоччи | Стадион: «Стад де Пари» Зрителей: 1 532 Судья: Шарль Барет |
| Франция: Анри Бо, Шарль Било, Жозеф Верле, Жан Ригаль, Жан Дюкре, Анри Васку, Луи Меснье (к), Эмильен Девик, Эжен Маэс, Эрнест Гравье, Ж. Вербрюгге Италия: Марио де Симони, Анджело Бинаски, Лоренцо де Векки, Гвидо Ара, Джузеппе Милано, Вирджилио Фоссати, Родольфо Гавинелли, Джузеппе Рицци, Альдо Чевенини I, Карло Рампини, Артуро Бойоччи |               |       |                           |                                                            |

| 23 апреля 1911 Товарищеский | Швейцария                                | 5:2   | Франция               | Женева                                                     |
| | Сидлер 5′ · Рубли 22′, 26′ · Висс 31′, ? | отчёт | 69′ Меснье · 70′ Маэс | Стадион: «Парк де Спортс» Зрителей: 4 500 Судья: Г. Девитт |
| Швейцария: Эрнст Флюкигер, Луи Вюрстен, Хайнрих Мюллер, Конрад Эрбар, Морис Хеннеберг, Марсель Хеннеберг, Эрнест Вайсс, Эрнст Рубли, Пауль Висс, Эдуар Сидлер, Пьер Колле Франция: Анри Бо, Шарль Било, Люсьен Гамблен, Жан Ригаль, Жан Дюкре, Анри Васку, Жорж Жероними, Луи Меснье (к), Эжен Маэс, Эрнест Гравье, Марсель Трибуле |                                          |       |                       |                                                            |

| 30 апреля 1911 Товарищеский | Бельгия                                        | 7:1   | Франция  | Уккел, Брюссель                                                   |
| | де Вен 20′, ?, ?, ?, ? · Сейе 48′ · Буттио 60′ | отчёт | 75′ Маэс | Стадион: «Стад дю Вивье д'Уа» Зрителей: 3 000 Судья: Джеймс Старк |
| Бельгия: Анри Леруа, Гастон Убен, Эмиль Андриё, Эктор Рамакерс, Камиль Нийс, Камиль ван Хорден, Жан Буттио, Фернан Низо, Робер де Вен, Луи Сейе, Жозеф Муш Франция: Анри Бо, Альфред Компейра, Шарль Било, Жан Ригаль, Гастон Барро (к), Анри Васку, Луи Меснье, Эмильен Девик, Эжен Маэс, Эрнест Гравье, Этьен Журде |                                                |       |          |                                                                   |

| 29 октября 1911 Товарищеский | Люксембург | 1:4   | Франция                                               | Люксембург                                                             |
| | Эльтер 15′ | отчёт | 26′ Виальмонтей · 32′, 80′ (пен.) Меснье · 85′ Гравье | Стадион: «Стад Ашиль Аммерель» Зрителей: 4 000 Судья: Рафаэль ван Праг |
| Люксембург: Альфонс Вейкер, Франсуа Ланг, Жозеф Мишо, Анри Шварц, Михел Унгехойер, Жози Фабер, Альбер Эльтер, Эмиль Куборн, Джемми Беккер, Виктор Каут, Зенон Бернар Франция: Пьер Шайриге, Морис Биге, Поль Романо, Гастон Барро, Жан Дюкре, Анри Васку, Морис Оливье, Луи Меснье (к), Анри Виальмонтей, Эрнест Гравье, Франсис Виаль |            |       |                                                       |                                                                        |

### 1912
| 28 января 1912 Товарищеский | Франция  | 1:1   | Бельгия         | Сент-Уэн                                                    |
| | Маэс 86′ | отчёт | 89′ (пен.) Убен | Стадион: «Стад де Пари» Зрителей: 1 980 Судья: Джеймс Старк |
| Франция: Пьер Шайриге, Альфред Гиндра, Шарль Било, Жан Ригаль, Жан Дюкре (к), Гастон Барро, Э. Лесман, Луи Меснье, Эжен Маэс, Анри Виальмонтей, Марсель Трибуле Бельгия: Анри Леруа, Эмиль Андриё, Гастон Убен, Шарль Боувен, Гийом ван ден Эйнде, Жозеф Тис, Пьер Вергейлен, Альфонс Сикс, Робер де Вен, Луи Сейе, Жозеф Муш |          |       |                 |                                                             |

| 18 февраля 1912 Товарищеский | Франция                                         | 4:1   | Швейцария | Сент-Уэн                                                   |
| | Меснье ? · Трибуле ? · Маэс ? · Виальмонтей 83′ | отчёт | 86′ Висс  | Стадион: «Стад де Пари» Зрителей: 2 626 Судья: Шарль Барет |
| Франция: Пьер Шайриге, Альфред Гиндра, Поль Романо, Морис Биге, Жан Дюкре (к), Гастон Барро, Морис Оливье, Луи Меснье, Эжен Маэс, Анри Виальмонтей, Марсель Трибуле Швейцария: Эрнст Маурер, Луис Вюрстен, Альберт Шмид, Конрад Эрбер, Морис Хеннеберг, Паоло Ноймейер, Эрнест Вайсс, Пауль Кайзер, Поль Висс, Карл Кобле, Тео Кобельт |                                                 |       |           |                                                            |

| 17 марта 1912 Товарищеский | Италия          | 3:4   | Франция                         | Турин                                                       |
| | ? ? · ? ? · ? ? | отчёт | 10′, 38′, 66′ Маэс · 52′ Меснье | Стадион: «Кампо Торино» Зрителей: 6 000 Судья: Джеймс Старк |
| Италия: Витторио Фароппа, Марко Сала, Лоренцо де Векки, Гвидо Ара, Джузеппе Милано, Пьетро Леоне, Феличе Милано, Феличе Берардо, Альдо Чевенини I, Карло Рампини, Эдоардо Мариани Франция: Пьер Шайриге, А. Фьеве, Поль Романо, Морис Биге, Жан Дюкре (к), Гастон Барро, Фернан Фару, Луи Меснье, Эжен Маэс, Анри Виальмонтей, Этьен Журде |                 |       |                                 |                                                             |

### 1913
| 12 января 1913 Товарищеский | Франция  | 1:0   | Италия | Сент-Уэн                                                       |
| | Маэс 35′ | отчёт |        | Стадион: «Стад де Пари» Зрителей: 3 600 Судья: Герберт Виллинг |
| Франция: Пьер Шайриге, Люсьен Летельёр, Габриэль Ано, Август Туссе, Жан Дюкре (к), Гастон Барро, Роше, Луи Меснье, Эжен Маэс, Анри Виальмонтей, Абель Лафуже Италия: Пьеро Кампелли, Аттилио Трере (Карло Галетти, 46), Модесто Валле, Вирджилио Фоссати, Гвидо Ара, Пьетро Леоне, Феличе Милано, Джузеппе Рицци, Альдо Чевенини I, Карло Рампини, Амадео Варезе |          |       |        |                                                                |

| 16 февраля 1913 Товарищеский | Бельгия                    | 3:0   | Франция | Уккел, Брюссель                                                      |
| | Низо 21′, 31′ · Бессем 52′ | отчёт |         | Стадион: «Стад дю Вивье д'Уа» Зрителей: 6 000 Судья: Джеймс Шумейкер |
| Бельгия: Анри Майне, Доминик Баэс, Гастон Убен, Проспер Брекман, Оскар Боссерт, Жозеф Тис, Луи Бессем, Фернан Низо, Сильва Бребар, Жозеф Муш, Клеман Демейер Франция: Пьер Шайриге, Виктор Сержан, Габриэль Ано, Морис Биге, Жан Дюкре (к), Гастон Барро, Анри Лесюр, Рене Жакойо, Эжен Маэс, Анри Виальмонтей, Раймон Дюбли |                            |       |         |                                                                      |

| 27 февраля 1913 Товарищеский | Франция   | 1:4   | Англия (люб.)                  | Коломб, Париж                                                |
| | Пулен 75′ | отчёт | 16′, 64′ Берри · 40′, 54′ Хоар | Стадион: «Стад дю Матан» Зрителей: 6 000 Судья: Морис Госенс |
| Франция: Пьер Шайриге, Фернан Массип, Люсьен Гамблен, Морис Биге, Жан Дюкре (к), Гастон Барро, Анри Лесюр, Андре Пулен, Анри Бард, Эрнест Геген, Раймон Дюбли Англия (люб.): Хорас Бейли, Фрэнк Энселл, Артур Найт, Альберт Барклай, Джеймс Хэрролд, Джеймс Дайнс, Артур Берри, Сэмюэл Сандерс, Джордж Геммел, Гордон Хоар, Реджинальд Каллендер |           |       |                                |                                                              |

| 9 марта 1913 Товарищеский | Швейцария | 1:4   | Франция                               | Женева                                                       |
| | Мерки 7′  | отчёт | 13′ Монтань · 16′, 67′ Элуа · ? Дюбли | Стадион: «Стад-де-Шармиль» Зрителей: 10 000 Судья: Г. Девитт |
| Швейцария: Жозеф Наварро, Хайнрих Мюллер, Отто Фельман, Жан Штейнман, Виктор Адамина, Кристиан Альбикер, Эрнест Вайсс, Отто Мерки (Ойген Лёйнер, 46), Эрнст Рубли, Эрнст Зигрист, Пьер Колле Франция: Луи Бурнонвиль, Жан Дегув, Шарль Дюжарден, Шарль Монтань, Жан Дюкре (к), Гастон Барро, Анри Лесюр, Андре Пулен, Альбер Элуа, Поль Шанделье, Раймон Дюбли |           |       |                                       |                                                              |

| 20 апреля 1913 Товарищеский | Франция                                                           | 8:0   | Люксембург | Сент-Уэн                                                     |
| | Маэс 28′, 56′, 68′, 86′, 88′ · Пулен 30′ · Романо 78′ · Дюкре 83′ | отчёт |            | Стадион: «Стад де Пари» Зрителей: 3 000 Судья: Альфонс Истас |
| Франция: Пьер Шайриге, Люсьен Гамблен, Габриэль Ано, Шарль Монтань, Жан Дюкре (к), Гастон Барро, Поль Войо, Андре Пулен, Эжен Маэс, Феликс Романо, Раймон Дюбли Люксембург: Роберт Стампер, Франсуа Ланг, Франсуа Кребс, Анри Шварц, Мишель Ангеор, Жози Фабер, Эмиль Тилль, Жан Массар, Виктор Каут, Адольф Рекингер, Ойген Беккер |                                                                   |       |            |                                                              |

### 1914
| 25 января 1914 Товарищеский | Франция                                           | 4:3   | Бельгия                           | Лилль                                                             |
| | Ано 16′ (пен.) · Бард 24′ · Журде 37′ · Дубли 65′ | отчёт | 6′ ван Кант · 8′ Бребар · 41′ Тис | Стадион: «Рут де Бельжик» Зрителей: 4 813 Судья: Герберт Мортимер |
| Франция: Пьер Шайриге, Люсьен Гамблен, Габриэль Ано, Эмильен Девик, Жан Дюкре (к), Гастон Барро, Анри Лесюр, Анри Бард, Этьен Журде, Поль Шанделье, Раймон Дюбли Бельгия: Анри Леруа, Оскар Вербек, Гастон Убен, Жозеф Тис, Фернан Низо, Морис де Косте, Жозеф Муш, Фердинанд Вертц, Силва Бребар, Жан ван Кант, Жорж Эбден |                                                   |       |                                   |                                                                   |

| 8 февраля 1914 Товарищеский | Люксембург                                      | 5:4   | Франция                                               | Люксембург                                                         |
| | Массар 4′ (пен.), ? (пен.), 46′, ? · Бернар 47′ | отчёт | 13′ Бард · ? (пен.) Дюкре · 41′ Джероними · ? Трибуле | Стадион: «Стад Ашиль Аммерель» Зрителей: 5 000 Судья: Морис Госенс |
| Люксембург: Эжен Дидье, Томас Шмитт, Бернард Виртц, Жози Фабер, Август Рицци, Жан-Пьер Волькер, Анри Хоффман, Эмиль Тилль, Виктор Каут, Жан Массар, Зенон Бернар Франция: Жан Лубьер, Рене Бонне (к), Жан Дегув, Эмильен Девик, Жан Дюкре, Морис Оливье, Морис Гастиже, Анри Бард, Альбер Элуа, Шарль Джероними, Марсель Трибуле |                                                 |       |                                                       |                                                                    |

| 8 марта 1914 Товарищеский | Франция                 | 2:2   | Швейцария                 | Сент-Уэн                                                     |
| | Девик 46′ · Гастиже 85′ | отчёт | 39′ Шрейер · 88′ Альбикер | Стадион: «Стад де Пари» Зрителей: 4 000 Судья: Джон Хоукрофт |
| Франция: Пьер Шайриге, Люсьен Гамблен, Габриэль Ано, Морис Биге, Жан Дюкре (к), Альбер Журда, Морис Гастиже, Этьен Журде, Эмильен Девик, Альберт Шафф, Раймон Дюбли Швейцария: Эдмунд Бири, Эдуар Дюрио, Отто Фельман, Эрнст Кальтенбах, Пауль Ноймейер, Оскар Ноймейер, Оскар Меркт, Г. Шрейер, Фриц Боллингер, Кристиан Альбикер, Пьер Колле |                         |       |                           |                                                              |

| 29 марта 1914 Товарищеский | Италия           | 2:0   | Франция | Турин                                                              |
| | Берардо 46′, 89′ | отчёт |         | Стадион: «Кампо Пьяцца д'Арми» Зрителей: 15 000 Судья: Шарль Барет |
| Италия: Паоло Инноченти, Модесто Валле, Лоренцо де Векки, Луиджи Барбезино, Вирджилио Фоссати, Джино Годжо, Феличе Берардо, Анджела Маттео, Альдо Чевенини I, Амадео Варезе, Карло Корна Франция: Альбер Парсис, Люсьен Гамблен, Габриэль Ано, Морис Биге, Жан Дюкре (к), Альбер Журда, Анри Лесюр, Жюль Дюбли, Жан Пики, Поль Шанделье, Раймон Дюбли |                  |       |         |                                                                    |

| 31 мая 1914 Товарищеский | Венгрия                                              | 5:1   | Франция  | Будапешт                                                                      |
| | Боднар 35′, 77′, 85′ · Пайер 60′ (пен.) · Патаки 75′ | отчёт | 1′ Брузе | Стадион: «Стадион на Иллёйской улице» Зрителей: 14 000 Судья: Хайнрих Ретшюри |
| Венгрия: Карой Жак, Дьюла Румбольд, Имре Пайер, Бела Киш, Йенё Карой, Золтан Блюм, Дьёзё Рах, Шандор Боднар, Михай Патаки, Имре Шлоссер, Гаспар Борбаш Франция: Пьер Шайриге, Морис Матьё, Габриэль Ано, Андре Аллегре, Гастон Барро (к), Альбер Журда, Анри Лесюр, Жюст Брузе, Этьен Журде, Эмиль Дюсар, Марсель Трибуле |                                                      |       |          |                                                                               |

### 1919—1920
Во время Первой мировой войны футбол во Франции набирал популярность благодаря английским солдатам. Армейские команды Франции и Англии провели между собой ряд матчей между сентябрём 1915 и зимой 1918 года. Эти матчи сначала назывались Кубком Антанты, а затем Кубком союзников. В 1918 году, ещё до окончания боевых действий, впервые был проведён национальный кубок. Сборная Франции возобновила выступления весной 1919 года. Годом позже была основана Федерация футбола Франции, а в 1921 году француз Жюль Риме был избран президентом ФИФА. Во время войны на фронте погибло семнадцать игроков национальной команды.
В 1920 году сборная Франции приняла участие в Олимпиаде в Антверпене. Турнир проходил по системе Бергваля, при которой проигравшая в первом раунде команда сохраняла возможность бороться за медали. В 1/4 финала была обыграна сборная Италии, полуфинал завершился победой Чехословакии со счётом 4:1. После этого значительная часть игроков сборной уехала и французы отказались от участия в турнире за серебряные медали.
| 9 марта 1919 Товарищеский | Бельгия                        | 2:2   | Франция      | Уккел, Брюссель                                                        |
| | Мишель 3′ · Гамблен 75′ (авт.) | отчёт | 80′, 89′ Ано | Стадион: «Стад дю Вивье д'Уа» Зрителей: 25 000 Судья: Кристиан Гротхоф |
| Бельгия: Анри Леруа, Арман Свартенбрукс, Оскар Вербек, Жозеф Муш (Луи ван Хеге, 46), Франсуа Мушерон, Жозеф Тис, Луи Бессем, Робер Копе, Оноре Фламинк, Жорж Мишель, Жорж Эбден Франция: Раймон Фремон, Морис Матьё, Люсьен Гамблен, Альбер Мерсье, Франсуа Юг, Эмильен Девик, Поль Форе, Габриэль Ано (к), Анри Бард, Луи Даркес, Марсель Трибуле |                                |       |              |                                                                        |

| 18 января 1920 Товарищеский | Италия                                                                         | 9:4   | Франция                                | Милан                                                              |
| | Чевенини III 7′, 19′ · Аэби 18′, 62′, 65′ · Брецци 40′, 52′, 84′ · Каркано 66′ | отчёт | 24′ Николя · 28′, 44′ Бард · 87′ Дюбли | Стадион: «Велодромо Семпионе» Зрителей: 14 000 Судья: Джон Форстер |
| Италия: Анджело Камерони, Джузеппе Тикоцелли, Лоренцо де Векки, Гвидо Ара, Карло Каркано, Чезаре Ловати, Феличе Берардо, Эрманно Аэби, Гульельмо Брецци, Луиджи Чевенини III, Аугусто Бергамино Франция: Морис Коттене, Пьер Мони, Алексис Мони, Эмильен Девик, Луи Оланье, Луи Мистраль, Жюль Деваке, Альбер Ренье, Поль Николя, Анри Бард (к), Раймон Дюбли |                                                                                |       |                                        |                                                                    |

| 29 февраля 1920 Товарищеский | Швейцария | 0:2   | Франция                 | Женева                                                            |
| |           | отчёт | 43′ Деваке · 78′ Николя | Стадион: «Стад-де-Шармиль» Зрителей: 18 000 Судья: Джованни Мауро |
| Швейцария: Альфред Бергер, Густав Готтенкини, Отто Фельман, Пауль Шмидлин, Оскар Ноймейер, Якоб Шнебели, Хубер, Функ, Пауль Висс, Раймонд Келлер, Курт Фридрих Франция: Альбер Парсис, Альфред Рот, Эдуард Бауманн, Луи Мистраль, Франсуа Юг, Филипп Боннардель, Жюль Деваке, Луи Дарке, Поль Николя, Анри Бард (к), Раймон Дюбли |           |       |                         |                                                                   |

| 28 марта 1920 Товарищеский | Франция         | 2:1   | Бельгия    | Париж                                                        |
| | Николя 16′, 79′ | отчёт | 5′ Вламинк | Стадион: «Парк де Пренс» Зрителей: 18 000 Судья: Генри Чайлд |
| Франция: Альбер Парсис, Марсель Ванко, Люсьен Гамблен, Шарль Монтань, Франсуа Юг, Морис Гравлен, Жюль Деваке, Морис Гастиже, Поль Николя, Анри Бард (к), Раймон Дюбли Бельгия: Леон Вандермейрен, Арман Свартенброкс, Оскар Вербек, Жозеф Муш, Эмиль Хансе, Август Фиренс, Луи ван Хеге, Робер Копе, Оноре Вламинк, Жорж Мишель, Жорж Эбден |                 |       |            |                                                              |

| 5 апреля 1920 Товарищеский | Франция | 0:5   | Англия (люб.)                                          | Руан                                                          |
| |         | отчёт | 22′ Хиган · 46′ Слоли · 60′, 67′ Хардинг · 63′ Николлс | Стадион: «Стад ле Брюйер» Зрителей: 14 500 Судья: Шарль Барет |
| Франция: Морис Коттене, Марсель Ванко, Люсьен Гамблен (к), Жан Батмаль, Франсуа Юг, Филипп Боннардель, Жюль Деваке, Морис Мерсери, Поль Николя, Эмильен Девик, Раймон Дюбли Англия (люб.): Эрнест Коулман, Лоуренс Голайтли, Артур Найт, Кеннет Хант, Джордж Аткинсон, Чарльз Харбридж, Фредерик Николлс, Майлз Хоуэлл, Уолтер Хардинг, Роберт Слоли, Кеннет Хиган |         |       |                                                        |                                                               |

| 29 августа 1920 ОИ 1920 | Франция                          | 3:1   | Италия            | Антверпен                                                   |
| | Бойе 10′ · Николя 14′ · Бард 54′ | отчёт | 33′ (пен.) Брецци | Стадион: «Олимпийский» Зрителей: 10 000 Судья: Анри Кристоф |
| Франция: Альбер Парсис, Леон Юо, Эдуард Бауманн, Жан Батмаль, Рене Пети, Франсуа Юг, Жюль Деваке, Жан Бойе, Поль Николя, Анри Бард (к), Раймон Дюбли Италия: Джованни Джаконе, Антонио Бруна, Лоренцо де Векки, Энрико Сарди, Марио Менегетти, Чезаре Ловати, Пио Феррарис, Адольфо Балончери, Гульельмо Брецци, Аристодемо Сантамария, Джустиниано Марукко |                                  |       |                   |                                                             |

| 31 августа 1920 ОИ 1920 | Франция  | 1:4   | Чехословакия                      | Антверпен                                                       |
| | Бойе 79′ | отчёт | 18′, 75′, 87′ Мазал · 70′ Штайнер | Стадион: «Олимпийский» Зрителей: 12 000 Судья: Йоханнес Мюттерс |
| Франция: Альбер Парсис, Леон Юо, Эдуард Бауманн, Жан Батмаль, Рене Пети, Франсуа Юг, Жюль Деваке, Жан Бойе, Поль Николя, Анри Бард (к), Раймон Дюбли Чехословакия: Рудольф Клапка, Антонин Гоер, Карел Штайнер, Франтишек Коленати, Карел Када, Эмиль Сейферт, Йожеф Седлачек, Антонин Янда, Ян Ваник, Отакар Мазал, Ян Плачек |          |       |                                   |                                                                 |